# Ольпе
Ольпе (нім. Olpe) — місто в Німеччині, знаходиться в землі Північний Рейн-Вестфалія. Підпорядковується адміністративному округу Арнсберг. Входить до складу району Ольпе.
Площа — 85,6 км2. Населення становить 24 593 ос. (станом на 31 грудня 2020).

## Географія

### Сусідні міста та громади
Ольпе межує з 6 містами / громадами:
- Аттендорн
- Дрольсгаген
- Леннештадт
- Кірхгундем
- Кройцталь
- Венден

## Галерея

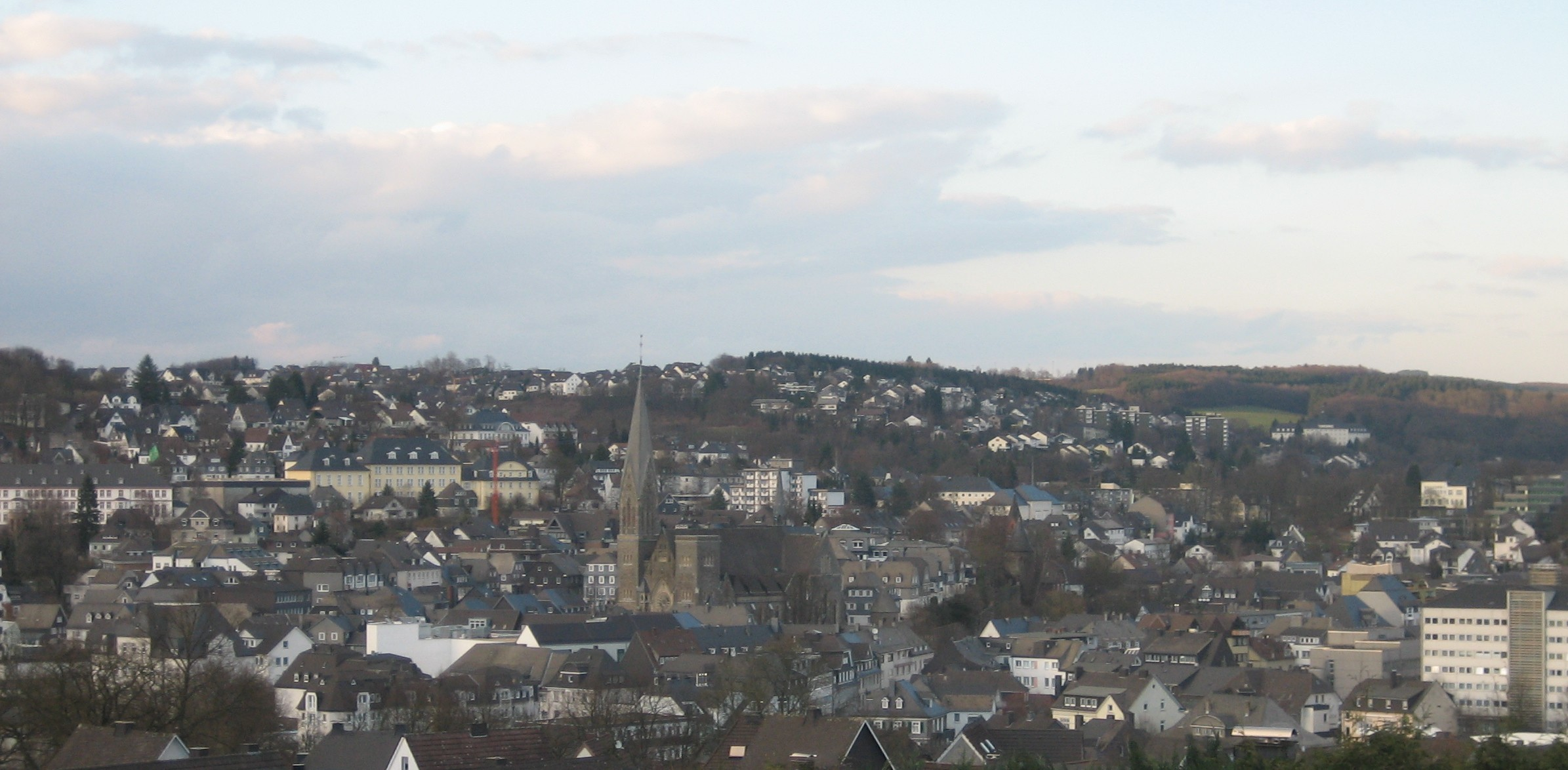
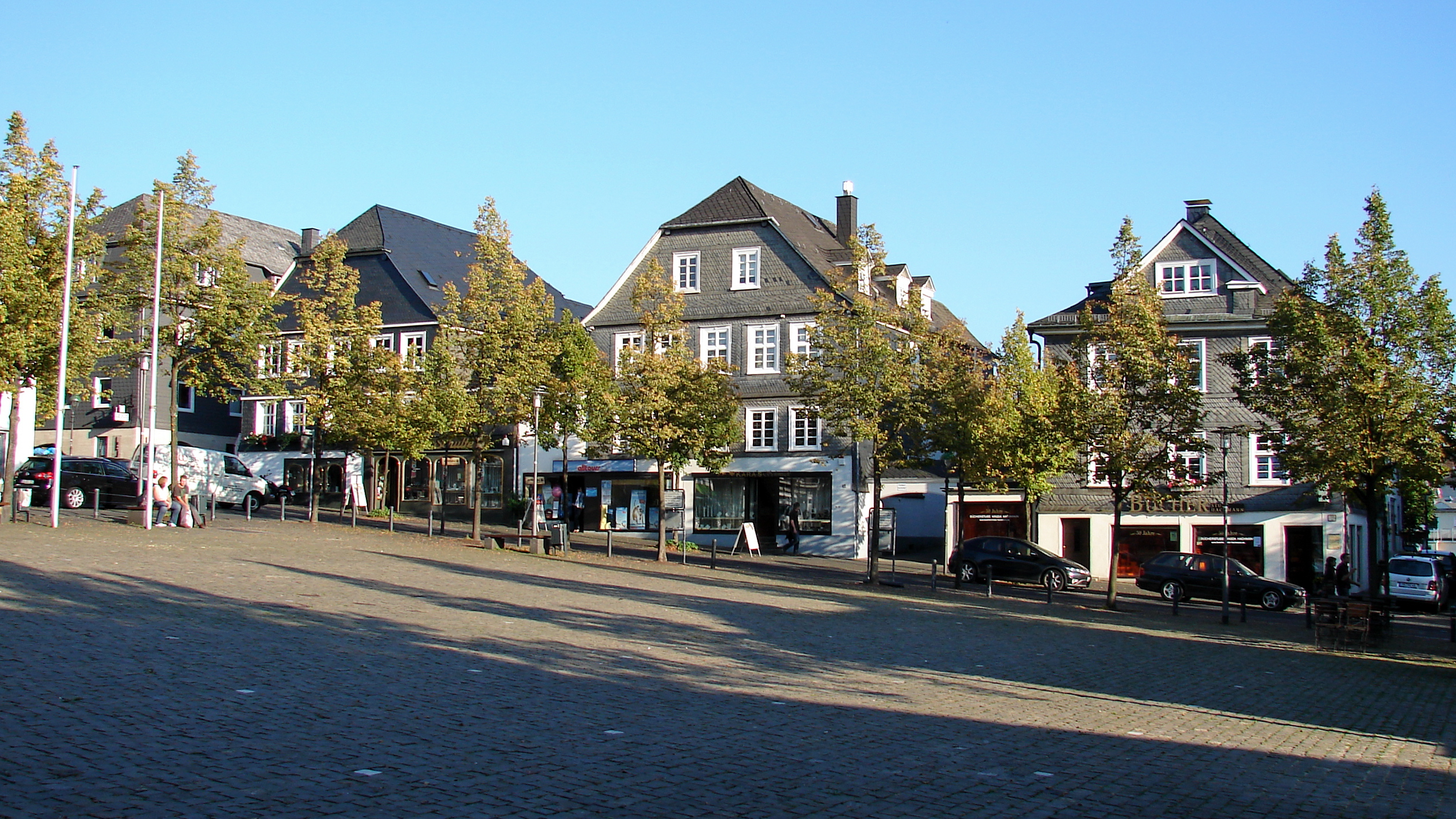
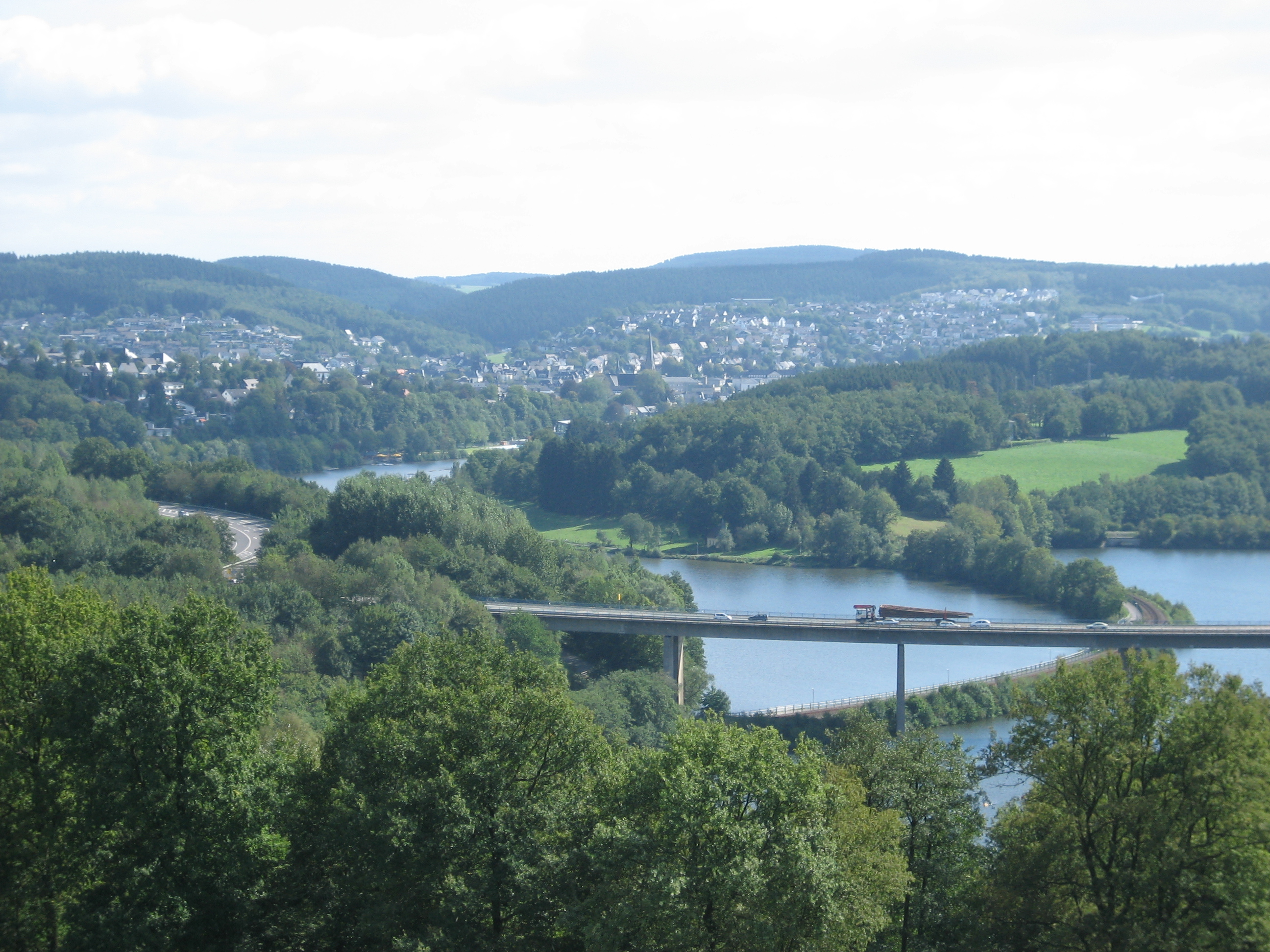
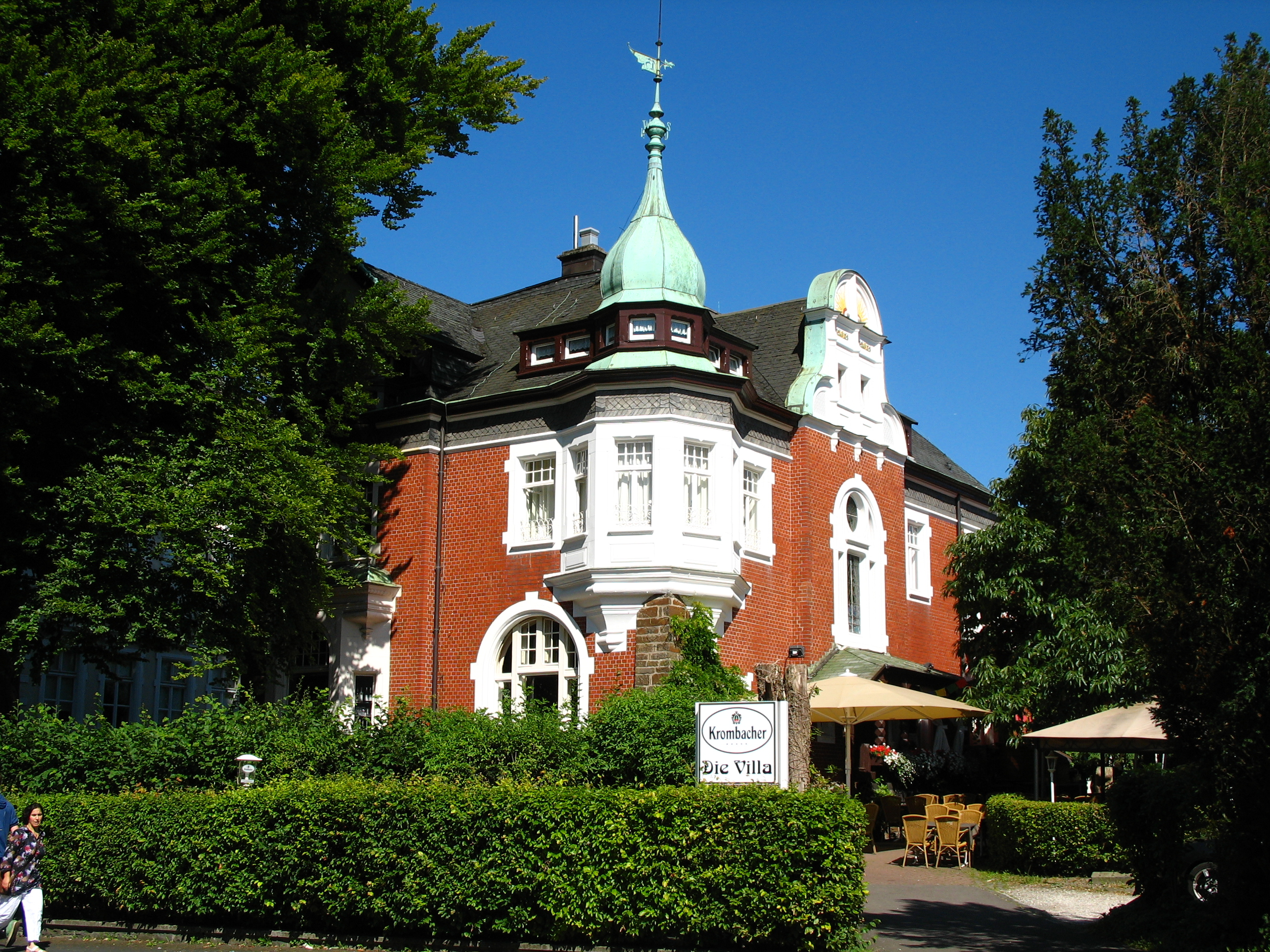
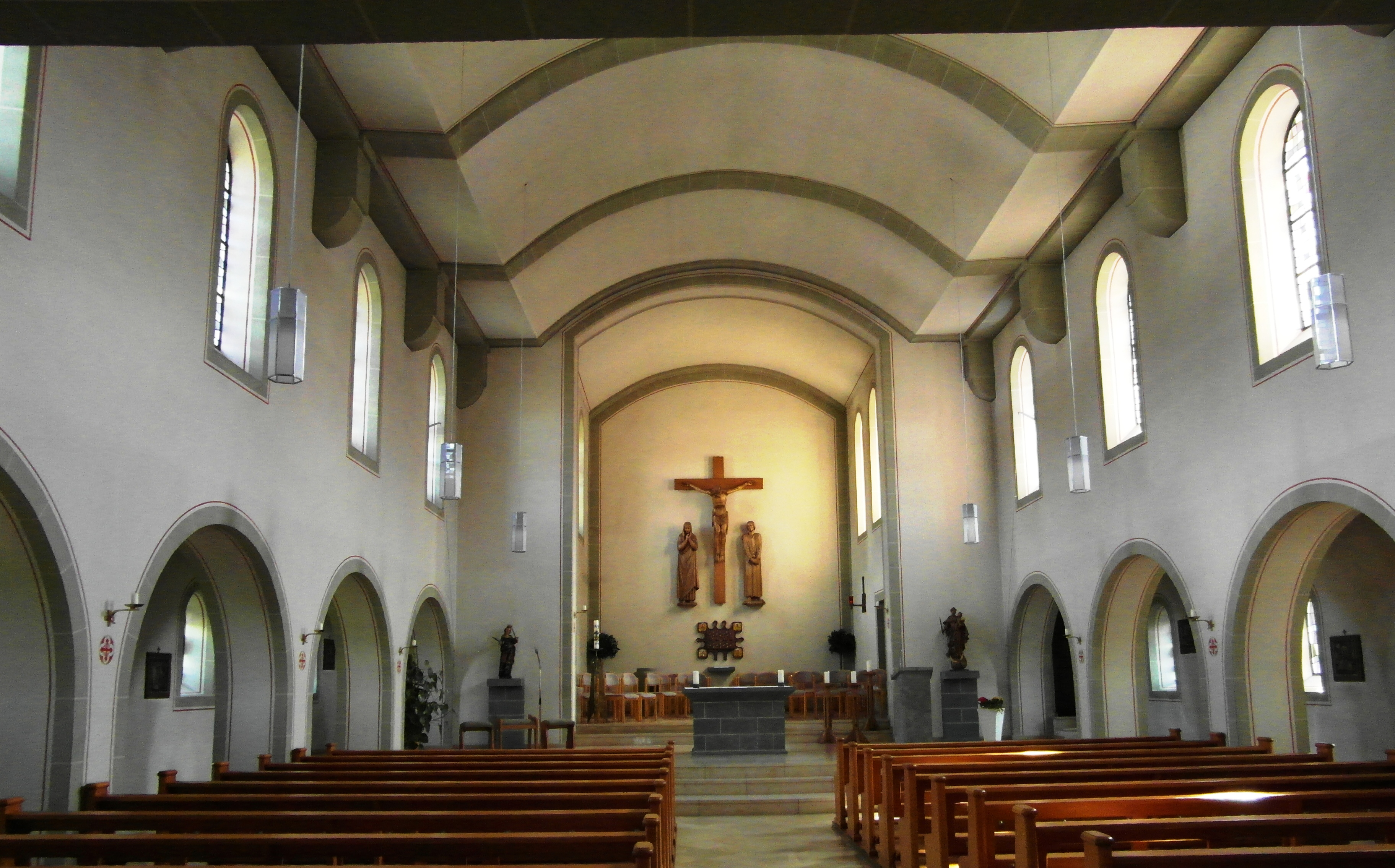
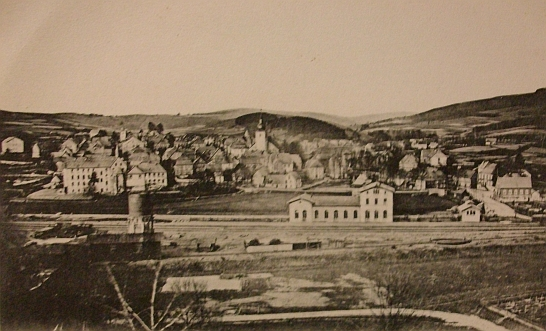